# 加濟帕夏
加濟帕夏（土耳其語：Gazipaşa）是土耳其的城鎮，由安塔利亞省負責管轄，位於該國南部地中海沿岸，距離首府安塔利亞180公里，面積921平方公里，2010年人口21,976。